# Roger Neilson
Roger Paul Neilson, CM (* 16. Juni 1934 in Toronto, Ontario; † 21. Juni 2003) war ein kanadischer Eishockeytrainer. Während seiner Karriere betreute er als Cheftrainer die Toronto Maple Leafs, Buffalo Sabres, Vancouver Canucks, Los Angeles Kings, New York Rangers, Florida Panthers, Philadelphia Flyers und Ottawa Senators in der National Hockey League. Zudem war er in der Funktion des Assistenztrainers bei den Chicago Blackhawks und St. Louis Blues tätig.

## Karriere
Neilson war einer der wenigen Trainer, die nicht auf eine Karriere als Spieler zurückblicken konnten. Bereits im Alter von 17 Jahren begann er Kinder zu trainieren. Zwischen 1951 und 1961 betreute er zunächst verschiedene Schülermannschaften, mit denen er zumeist sehr erfolgreich war. 1961 übernahm er dann das Junioren-B-Team der Aurora Bears. Dort und auch bei seinen folgenden Stationen war der gebürtige Kanadier sehr erfolgreich. In zehn Spielzeiten führte er sein Team neun Mal zum Meistertitel ihrer Liga und nebenbei betreute er auch eine Baseball-Mannschaft.
Seine erste größere Herausforderung als Trainer nahm Neilson 1966 bei den Peterborough Petes an. In seinen zehn Jahren mit den Petes erreichten sie in der damaligen Ontario Hockey Association acht Mal einen Platz unter den ersten drei punktbesten Mannschaften der Liga. Für Aufsehen sorgte er nicht nur mit seinen sportlichen Erfolgen, als er mit seinem Team 1972 das Finalturnier um den Memorial Cup erreichte, sondern mit seiner Spezialität, Lücken in den Regelwerken zu seinen Gunsten auszulegen. Dies brachte ihm den Spitznamen „Rule Book Roger“ ein. Seine Aktionen zwangen die Ligen teilweise ihre Regeln anzupassen. In einem entscheidenden Spiel führten seine Petes kurz vor Ende der Begegnung mit einem Tor Vorsprung, als man in eine 5-gegen-3-Unterzahlsituation geriet. Bei jeder brenzligen Situation schickte Neilson einen zusätzlichen Spieler aufs Eis. Der Schiedsrichter musste daraufhin das Spiel unterbrechen und schickte den zusätzlichen Spieler auf die Strafbank, da jedoch immer eine Mindestanzahl von drei Feldspielern eingesetzt werden muss, füllte sich zwar die Strafbank, aber die Petes hatten keinen Nachteil daraus. So wurde das Spiel gewonnen, nach Ende der Saison änderte die Ligaleitung die Regeln dahingehend, dass ein überzähliger Spieler bei einem Team mit nur drei Spielern automatisch zu einem Penaltyschuss führt. Auch seine Trainingsmethoden waren neu im Eishockey. Weit vor vielen anderen Teams, mussten sich seine Spieler mit gymnastischen Übungen aufwärmen. Auch die Videoanalyse war ein neues Mittel, das Neilson einführte. Dies brachte ihm mit „Captain Video“ einen weiteren Spitznamen ein.
Im Sommer 1976 übernahm er die Dallas Black Hawks in der Central Hockey League, ein Farmteam, das sich die Chicago Black Hawks mit den Toronto Maple Leafs teilten. In den Playoffs unterlag er knapp mit seinem Team dem späteren Meister nach sieben Spielen. Daraufhin holten ihn die Maple Leafs in die National Hockey League. Nach einer ordentlichen Saison setzten sie sich in der zweiten Runde der Playoffs gegen die dominierenden New York Islanders durch und mussten sich erst dem späteren Stanley-Cup-Sieger aus Montréal geschlagen geben.
Nach zwei Jahren in Toronto wechselte er als Assistenztrainer von Scotty Bowman zu den Buffalo Sabres. In seinem zweiten Jahr übernahm er die Sabres als Cheftrainer. Wieder als Assistent ging er zur Saison 1981/82 zu den Vancouver Canucks. Hier wurde er fünf Spiele vor Saisonende zum Cheftrainer befördert und blieb weitere zwei Jahre im Amt. In dieser Zeit kam es auch zur sogenannten „White Towel affair“. Neilson fühlte sich in den Playoffs von den Schiedsrichtern benachteiligt und protestierte daraufhin durch Schwenken eines weißen Handtuchs. Zum nächsten Spiel hatte Butts Giraud, ein T-Shirt-Verkäufer, 5.000 weiße Handtücher im Stadion verteilt und damit einen bis heute üblichen Brauch in Vancouver initiiert. Von diesem Geist angesteckt erreichten die Canucks in dieser Saison die Finalserie.
In der Saison 1983/84 übernahm er die Los Angeles Kings, konnte das Team aber nicht in die Playoffs führen. Nach dem Ausscheiden endete sein Vertrag und er betreute die Edmonton Oilers, die in dieser Saison ihren ersten Stanley Cup gewinnen konnten, als Videoanalyst. Nachdem er die folgenden Jahre im Trainerstab der Chicago Blackhawks mitgearbeitet hatte, übernahm er zur Saison 1989/90 die New York Rangers wieder als Cheftrainer. Nachdem er sich von den Rangers getrennt hatte, erhielt er den Posten als erster Trainer der neu gegründeten Florida Panthers. Er richtete das Team sehr defensiv aus und hatte damit Erfolg.

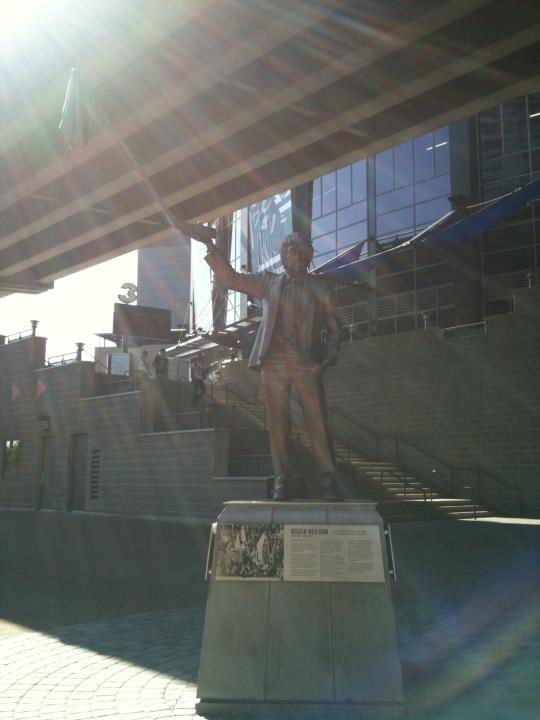
Statue vor der Rogers Arena

Mike Keenan, der von ihm die Rangers übernommen hatte, holte ihn 1995 als Assistenten zu den St. Louis Blues. Nach Keenans Entlassung assistierte er dem jungen Trainer Joel Quenneville. Im Laufe der Saison 1997/98 waren es die Philadelphia Flyers, die ihn schließlich als Cheftrainer verpflichteten. 2001 wechselte er zu den Ottawa Senators, diesmal wieder als Assistenztrainer. Im zweiten Jahr mit den Senators übergab ihm Jacques Martin für zwei Spiele das Kommando hinter der Bande. So erreichte er die Marke von 1.000 Spielen als Trainer in der NHL.
Bereits 1999 hatte man bei Neilson Knochenkrebs diagnostiziert. 2003 verstarb er an dieser Krankheit. Ein Jahr zuvor war er bereits mit der Aufnahme in die Hockey Hall of Fame und der Auszeichnung zum Member of the Order of Canada geehrt worden. Die Stadt Peterborough benannte 2003 die Straße an der Memorial Centre Arena in Roger Neilson Way um. Die Adresse des Stadions lautet seitdem 1 Roger Neilson Way. Die Ottawa Senators haben den Trainerraum in ihrem Stadion „Roger Neilson Room“ benannt. In der Ontario Hockey League wird seit 2005 der Roger Neilson Memorial Award an den Spieler mit den besten universitären Leistungen vergeben.